# 116 (число)
116 (сто шестнадцать) — натуральное число, расположенное между числами 115 и 117. Оно не является простым числом, а относительно последовательности простых чисел расположено между 113 и 127.

## Свойства и значение
Число 116 является чётным натуральным числом, которое представимо в виде следующего произведения простых чисел 2 × 2 × 29. Существует доказательство, что выражение {\displaystyle 116!+1} является простым числом.
В древнеиндийской мифологии число 116 несло в себе особый смысл, так как считалось, что его значение связано с продолжительностью человеческой жизни. В «Упанишадах» указано, что человек — это жертва и первые 24 года его жизни — это утренняя жертва, так как в ведийской молитве утреннего жертвоприношения гаятри-мантра присутствует 24 слога. Следующий цикл из 44 лет определяется стихотворным размером триштубх, который содержит 44 слога и символизирует полуденное жертвоприношение. Третий цикл человеческой жизни из 48 лет определяется поэтическим ритмом джагати, который насчитывает 48 слогов. Число 116 получается суммированием всех этих величин. Именно такой была продолжительность жизни мудреца Айтарейи. Любой, кто познает истинную мудрость, также будет жить 116 лет.
В кабалистическом трактате «Канон» шотландца Уильяма Стирлинга, который издал свой труд в 1897 году, число 116 рассматривается через призму работ Платона. На его основе выводится ряд мистических чисел: 
, 
которые используются для интерпретации имён Бога и пророков.